# 김태영 (대학교수)
김태영 박사(영어: Dr. Tae young Kim)는 대한민국 서울 출생으로 스포츠의학과 스포츠마사지학, 척추교정요법과 테이핑요법, 자연치료의학 등 보완대체요법 권위자이며 스포츠의학 관련단체장으로 전 대학교수다. 

## 생애
김태영 박사(영어: Dr. Tae young Kim)는 대한민국 서울 출생으로 스포츠의학과 스포츠마사지학, 척추교정요법과 테이핑요법 자연치료의학 등 보완대체요법 권위자이며 스포츠의학 관련 단체장으로 전 대학교수다.  
그는, 외과의사인 할아버지(김리치 박사)의 영향으로 의학에 관심을 갖고, 어린 시절부터 각종 무술을 배우고 익히는 과정에서 발생한 부상으로 스포츠의학에 관심을 갖고, 스포츠의학과 예방의학 및 운동치료학, 스포츠건강의학 등 의학과 관련한 다양한 학문을 수학한 후, 각종 스포츠 현장에서 발생하는 스포츠 부상(예방)과 경기력(향상)을 위한 스포츠 프로그램을 연구개발하였다. 
또한, 스포츠 마사지 학의 세계최고(권위자) 러시아(모스크바)중앙 체대 체육(의학)부 스포츠마사지학(과장)이자, WSM(World Sports Massage Federation) 초대 회장(A.A 비류코프)박사와 기술 교류를 통해, 스포츠 마사지 학의 세계적 기술력과 임상 노하우를 전수 받았으며, 또한 미국 등 여러 나라를 오가며 스포츠 의학과 관련(다양한 학문을 수학)하면서 얻어진 지식과 현장 임상 기술을 바탕으로, 약 40여 편의 스포츠 의학과 스포츠 마사지, 보완 대체 의학 관련(연구)결과를 발표하였다.

## 소개
그는 FIFA 각종 월드컵축구대회와 올림픽대회, 각종 세계선수권대회, 아시안게임 등 스포츠현장에서 스포츠닥터와 스포츠마사지팀 및 선수의무트레이너팀 총괄책임자로 활동하면서 얻어진 임상결과를 바탕으로 철저한 현장중심의 활용 지침서인 ‘스포츠의학과 이학요법’ , ‘카이로프랙틱과 보완요법’을 지필 하였고 특히 스포츠마사지학의 세계최고의 권위자 A.A비류코프박사와 공동저자로 ’정통스포츠마사지교본‘을 공동 집필하는 등 스포츠의학과 스포츠마사지학 등 각종 보완대체의학 학문발전을 위해 기여하였다.
김태영은 스포츠의학과 스포츠마사지학 및 카이로프랙틱과 각종 보완대체의학의 올바른 인식과 저변화를 위해 1990년대 초 각계 저명한 학자와 의사들을 중심으로 대한민국 최초로 스포츠부상과 예방관련 비영리 전문기관인 대한스포츠상해예방운동협회를 대한민국 문화체육부 장관으로부터 설립인가를 받아 설립하였고 스포츠마사지사 전문 양성기관인 한국스포츠마사지자격협회와 카이로프랙틱 저변화를 위해 설립한 대한요법카이로프랙틱협회의 설립과 대표회장 그리고 세계스포츠마사지연맹(World Sports Massage Federation)회장의로서의 활동은 김태영박사가 스포츠의학과 스포츠마사지학, 카이로프랙틱 등 보완대체의학을 통한 국가와 사회 스포츠발전에 기여하는 중요한 업적이다.
김태영은 각종 국내외 스포츠대회에서 각국 대표선수들의 체력관리를 전담하는 스포츠닥터와 스포츠마사지, 선수의무트레이너 총괄책임자로 활동하면서 각국 대표팀 의무닥터 또는 스포츠닥터 등 자국선수들의 체력관리를 전담하는 전문가들과 교류하면서 스포츠현장에서 없어서는 안될 필수 요소인 스포츠마사지와 스포츠테이핑, 각 근육테이핑 및 카이로프랙틱, 스포츠재활운동 등 각 나라마다 독특하고 특이한 선수체력관리 노하우를 교류하고 받아들여 매우 효과적인 스포츠맨의 체력관리 프로그램을 개발해 각종 교육현장에서 후학 양성에 기여하고 있다.
또한 자신이 갖고 있는 스포츠의학과 스포츠마사지학, 카이로프랙틱 등 다양한 스포츠의학 프로그램 재능을 각종 스포츠현장과 노인과 장애인들의 건강증진을 위해 봉사함으로서 국가와 사회 스포츠발전에 헌신적으로 기여하고 있다.
김태영의 이러한 헌신적 봉사는 정부로부터 2021년 3월 3일 국민으로부터 추천을 받아 정부에서 포상하는 제10기 국민추천 포상 시상식에서 헌법에 따라 수여되는 국민포장 수훈의 영애를 안았다.
또한 2002년에는 스포츠마사지학을 통해 국가와 사회 한일월드컵 성공개최에 기여한 공적으로 대통령 단체 표창을 수상하기도 하는 등 김태영이 30여년간 각종 스포츠현장에서 헌신적으로 국가와 사회 스포츠발전을 위한 헌신적 봉사로 각 스포츠대회 조직위원회로부터 받은 표창과 공로패 감사패는 일일이 열거할 수 없을 정도로 수백여회에 이른다.
대구대학교 재활과학대학원 석사과정, 마산대학교 물리치료학과, 순천향대학교 의과대학 등 여러 대학에서 스포츠의학과 스포츠마사지학, 카이로프랙틱과 보완대체의학 등을 통한 후학양성에 교수로서 봉직하며 후학양성에 앞장서기도 했다.
김태영은 전국 1천만 건강직능인의 권익보호를 위해 시민사회단체 활동을 하면서 스포츠마사지와 카이로프랙틱 등 국가공인자격으로 인정받을 수 있도록 국회 및 대정부 입법활동에 앞장서고 있다.
특히나 김태영은 A.A비류코프박사(WSM 초대회장 겸 러시아보건의료마사지대학 설립자), 최만립박사(대한체육회 부회장), 고 하권익박사(중앙대의료원장 겸 부총장), 손봉호박사(동덕여자대학교 총장), 최호(조선일보 체육부장), 박철빈박사(한국체육대학장), 성규탁박사(한국사회복지학회장), 배성수박사(전국물리치료학과 교수협의회장) 등 세계적인 석학들과 사회저명인사들과의 친밀한 관계를 맺고 있는 인맥들과 함께 국가와 사회 스포츠발전을 위해 김태영박사가 주도하여 설립하고 이끌어가는 비영리단체들이 성공적으로 목적사업을 할 수 있도록 기여하는 원동력이 되고 있다.
김태영은 각종 무술연마에도 남다를 관심을 갖고 태권도와 합기도, 킥복싱 등 다양한 무술의 고단자로서 일본에서 카이로프랙틱을 수학하던 젊은 시절, 태권도 창무관 본관 임명사범으로 일본 동경사범으로 활동한 경력이 있다.
1989년 88서울올림픽 1주년기념 전국무술대회에서 격투기 무술시범단장으로 참가한 바 있다. 김태영은 한국정통호신무예총연맹을 설립하고 서울특별시에 비영리 단체 등록을 하며 무술발전에도 기여한바 있다.
김태영은 가족들과 함께 대한민국 서울에서 거주하고 있으며, 취미로 낚시와 캠핑을 즐기는 등 자연과 함께하는 취미생활을 영위하며 스포츠의학과 건강의학 등 통합의학 관련 연구 활동과 후학 양성을 위한 교육 활동, 각종 국내외 스포츠대회 및 국민건강 증진을 위한 봉사활동을 그의 제자들과 함께 계속 어이 나가고 있다.

## 활동
김태영은 대학교수로 캘리포니아자연의학대학원 석좌교수로 또한 전문 건강의학 컬럼리스트로 특히 세계적인 유명 스포츠스타 또는 뮤지션과 아티스트들의 건강체력관리 전문가인 컨디션닥터로 활동하였고 현재는 연천보건의료원 명예원장으로 활동하며 국민들의 건강증진을 위해 봉사활동을 하고 있다. 또핝 (주) Sports therapy대표이사로 국내외 다국적 스포츠 및 각종 공연에이전트와 협력, 해당기획사 소속 유명스타급 선수 및 뮤지션, 배우 등 대회출전, 공연 체력관리 등 바디컨디셔닝 어드바이저, 스포츠닥터, 컨디셔닥터, 각종 프로스포츠팀, 각 종목 국가대표팀, 아마추어 스포츠팀, 각 기업 스포츠 및 뮤지컬, 연극, 대형 뮤지션 공영, 올림픽 등 각종 대형 스포츠이밴트 개폐회식 출연진 컨디션 및 체력관리프로그램 지원과 스포츠닥터 및 스포츠마사지, 선수의무트레이너 등 총괄운영, 어드바이저, 각종 스포츠 및 대형공연팀 체력관리를 위한 건강관리 프로그램 위탁 개발 및 어드바이저, 각종 건강관련 제품 척추교정, 마사지용품, 건강보조기구 및 의료기기 개발참여 및 어드바이저, 스포츠의학과 스포츠건강마사지, 스포츠재활, 카이로프랙틱 등 각종 보완대체 요법과 관련한 학교, 기관, 기업 기타 교육기관의 위탁 교육 및 건강강좌 대행 또는 초빙강사로 활동하고 있다.

### 주요 관련경력
다국적 스포츠 에이전트 미국(포소), 스페인(모스타자), 이탈리아(로사 에이전트)에 소속된 올림픽과, 세계 선수권 우승자(‘아벨 안톤’, ‘마틴 피즈’, ‘투과니’) 등 세계적인 스포츠 스타들의 전담 스포츠(닥터/컨디션 어드바이저)로 활동했다.
국내외 대형기획사(‘월드쇼 마킷’, ‘제일 기획’, ‘FM 커뮤니케이션’, ‘AIM 등')에서 주관하는 대형 공연 이벤트(프랑스 오리지널 뮤지컬 ‘노트르담 드 파리) 출연진’, ‘올림픽 개`폐회식 출연진’, ‘영국의 전설적 록 밴드 뮤지션 퀸(Queen) 멤버’, ‘세계 영화음악 거장: 작곡가 한스짐머 (Hans Zimmer)’외 다수의 '대형 뮤지션 공연 및 음악/이벤트 개`폐막식 공연: 출연진 전담 스포츠 닥터, 컨디션 닥터, 컨디션 스포츠 마사지 팀 총괄)운영과 출연진 바디 컨디션 닥터 및 어드바이저);

## 주요 약력

### 교육 및 활동
- 캘리포니아자연의학대학원 석좌교수
- 순천향대학교 의과대학 실습지도교수
- 대구대학교 재활과학대학원 석사과정 교수(겸직)
- 마산대학교 물리치료학과 교수(겸직)
- 동신대학교 사회교육원 스포츠마사지학과 주임교수
- 마산대학교 물리치료학과 초빙교수
- 국방부 특전교육단 초빙교수
- 성동구청 건강도우미봉사단 교육프로그램 초빙교수
- KBS 사랑의소리방송 전국자원봉사대학 초빙교수
- 길림대학교 의과대학 해부학실습 인솔교수
- 신한은행, 산업은행, 현대백과점 VIP 강좌등 대기업 초빙강사
- 한국체육대학교, 용인대학교, 가천대학교외 전국 다수의 대학 초빙특강
- 연천보건의료원 명예의료원장

### 비영리단체 활동
- WSM(World Sports Massage Federation) 보관됨 2021-08-20 - 웨이백 머신 회장
- 대한스포츠상해예방운동협회 보관됨 2021-08-20 - 웨이백 머신
- 한국스포츠마사지자격협회 보관됨 2018-12-28 - 웨이백 머신 회장
- 대한요법카이로프랙틱협회 보관됨 2021-08-28 - 웨이백 머신 회장
- 보건복지부 산하 비영리기관 한국보건정보정책연구원 부원장
- 세계프로태권도본부 세계프로태권도본부연맹 기획총괄 부회장
- 전국직능단체총연합회 감사
- 대한보완대체의학총연합회 총회장
- 시민단체 체육사랑시민연합 사무총장
- 전국건강직능연대(건직연) 공동대표
- 학술단체 한국안전교육학회 부회장
- 한국정통호신무예총연맹 회장
- 경기도 연천보건의료원 공동 의료봉사단장
- 서울대학교총동창회 종신이사 선임
- 미국무약의사협회 정회원

### 각종 국내외 스포츠대회 활동
- 2022 옥스팜트레일워커대회 의무위원회 위원장 겸 스포츠마사지팀 총괄
- 평창올림픽대회 개폐회식 출연진 전담 스포츠닥터, 스포츠마사지팀 총괄
- FIFA 2001,2002,2007,2017 월드컵축구대회 국제심판 전담 스포츠닥터, 의무팀장, 스포츠마사지팀 총괄
- 강원옥스팜트레일워커대회 의무위원회 위원장 겸 스포츠마사지팀 총괄
- 세계적인 록그룹 ‘퀸’맴버 전담 공연 피지컬 컨디셔닝 닥터,
- 세계적인 영화음악 거장 작곡가 ‘한스짐머’ 공연 피지컬 컨디셔닝 닥터
- 세계적인 뮤직컬 프랑스 ‘노틀담드 파리’ 공연팀 전담 컨디셔닝 닥터
- 2002 FIFA 월드컵 출전 국제심판 체력시험 스포츠닥터, 스포츠마사지팀 총괄
- 제14회 아시안게임 대한민국 선수단 근데5종 대표팀 스포츠닥터, 스포츠마사지팀 총괄
- 제14회 아시안게임 대한민국 선수단 요트대표팀 스포츠닥터, 스포츠마사지팀 총괄
- 충주세계무술축제 각국 초청선수단 전담 스포츠닥터, 스포츠마사지팀 총괄
- 서울국제마라톤대회 각국 초청선수단 전담 스포츠닥터, 스포츠마사지팀 총괄
- 중앙서울국제마라톤대회 각국 초청선수단 전담 스포츠닥터, 스포츠마사지팀 총괄
- 춘천국제마라톤대회 각국 초청선수단 전담 스포츠닥터, 스포츠마사지팀 총괄
- 전주군산국제마라톤대회 각국 초청선수단 전담 스포츠닥터, 스포츠마사지팀 총괄
- 고양국제마라톤대회 각국 초청선수단 전담 스포츠닥터, 스포츠마사지팀 총괄
- 경주국제마라톤대회 각국 초청선수단 전담 스포츠닥터, 스포츠마사지팀 총괄
- 강화해변국제마라톤대회 각국 초청선수단 스포츠닥터, 스포츠마사지팀 총괄
- 서울국제하프마라톤대회 각국 초청선수단 스포츠닥터, 스포츠마사지팀 총괄
- 한국일보마라톤대회 참가선수단 스포츠닥터, 스포츠마사지팀 총괄
- 문화일보 통일마라톤대회 참가선수단 스포츠닥터, 스포츠마사지팀 총괄
- 인천마라톤대회 참가선수단 스포츠닥터, 스포츠마사지팀 총괄
- 내외경제마라톤대회 참가선수단 스포츠닥터, 스포츠마사지팀 총괄
- 일간스포츠마라톤대회 참가선수단 스포츠닥터, 스포츠마사지팀 총괄
- MBC 한강마라톤대회 참가선수단 스포츠닥터, 스포츠마사지팀 총괄
- 경주오픈마라톤대회 참가선수단 스포츠닥터, 스포츠마사지팀 총괄
- 한국 최초 우주인선발대회 참가자 전담 스포츠닥터, 스포츠마사지팀 총괄
- 제32회 전국장애인체육대회 참가선수단 스포츠닥터, 스포츠마사지팀 총괄
- 미국LA육상경기연맹 선수단 스포츠닥터, 스포츠마사지팀 총괄
- 회장기 전국공수도선수권대회 참가선수단 스포츠닥터, 스포츠마사지팀 총괄
- 대한체육회 공수도(카라테 아시아경기 참가선수)국가대표 선발전 의무팀 총괄
- 부산시장배 전국 카라테선수권대회 참가선수단 스포츠닥터, 스포츠마사지팀 총괄
- 충주시장배 전국공수도선수권대회 참가선수단 스포츠닥터, 선수의무트레이너팀 총괄

## 상훈
- 국민포장 (제10기 국민추천포상)
- 대통령단체표창 (2002 한일월드컵 성공개최 기여)
- 의료봉사유공 경기도지사 표창
- 전북도지사표창 (전라북도 주관 스포츠대회 성공개최 기여)
- 연천의료봉사 유공표창 수상 (연천군민 건강증진에 기여)
- 국제구호개발기구 옥스팜 의료봉사상 수상
- 강원도지사 감사패 (강원도 주관 스포츠대회 성공개최 기여)
- 인천광역시장 감사패 (인천광역시 주관 스포츠대회 성공개최 기여)
- 고양시장 감사패 (제32회 장애인체육대회 성공개최 기여)
- 충주시장 감사패 (충주세계무술축제 성공개최 기여)
- 광주시장 감사패 (경기세계도자기비엔날레 성공개최 기여)
- 전라북도행정부지사 감사패 (전라북도 주관 스포츠대회 성공개최 기여)
- 파주시장 감사패 (파주시 주관 스포츠대회 성공개최 기여)
- 국제구호개발기구 재단법인 옥스팜 감사패 (국제구호활동 기금마련 행사 기여)
- 대한체육회 대한공수도연맹 공로패 (국가대표 및 공수도선수권 성공개최 기여)
- 서울국제휠체어마라톤대회조직위원회 감사패 (대회 성공개최 기여)
- 한국스카우트연맹 감사패 (제24회 아시아태평양국제잼버리대회 성공개최 기여)
- 대한근대5종연맹 감사패 (국가대표팀 아시안게임 우승에 기여)
- 대한요트협회 감사패 (국가대표팀 국제대회 우승에 기여)
- 국군체육부대 감사패 (소속 국가대표팀 성공적 체력관리에 기여)
- 한국항공우주연구원 감사패 (한국최초 우주인선발대회 성공개최에 기여)
- 동아일보사 감사패 (서울국제마라톤대회 성공개최에 기여)
- 중앙일보사 감사패 (중앙서울국제마라라톤대회 성공개최에 기여)
- 문화일보사 감사패 (문화일보 통일마라톤대회 성공개최에 기여)
- 경향신문사 감사패 (경향신문 주관 스포츠대회 성공개최에 기여)
- MBC ESS SPORTS 감사패 (MBC한강마라톤대회 성공개최에 기여)
- 일간스포츠 감사패 (일간스포츠주관 스포츠대회 성공기최에 기여)
- 인천일보사 감사패 (인천일보사 주관 스포츠대회 성공개최에 기여)
- 내외경제신문사 감사패 (내외경제신문 주관 스로츠대회 성공개최에 기여)
- 굿데이신문사 감사패 (굿데이마라톤대회 성공개최에 기여)
- 강화군수 감사패 (강화해변국제마라톤 성공개최에 기여)
- 강북구청장 감사패 (419기념 마라톤대회 성공개최에 기여)
- 한국육상지도자연맹 감사패 (마라톤대회 성공개최에 기여)
- 러시아모스크바중앙체육대학교 감사패
- WSM 세계스포츠마사지연맹 공로패 (세계스포츠마사지학 발전에 기여)
- 여주대학 학장 감사패
- 대한카라테연맹 감사패 (부산시장배 카라테도선수권 성공개최 기여)
- 대한프로태권도협회 공로패 (국제프로태권도경기 성공개최에 기여)
- 88서울올림픽대회 1주년기념 전국무술대회조직위 감사패 (대회성공개최에 기여)
- 대한합기도협회 공로패 (전국합기도선수권대회 성공개최에 기여)
- 대한올림픽위원회 감사패
- 세계태권도연맹 감사패 (세계태권도선수권대회 성공개최에 기여)

## 방송 활동
미국, 영국, 프랑스, 일본, 독일, 영국 및 KBS, MBC, SBS, EBS TV 등 국내외 유명 TV방송 1천여회 출연 방송활동

### 국내외 TV방송 출연 요약
| 방송사   | 출연작 |
| -------- | --- |
| KBS      | - 생방송 무엇이든 물어보세요 - 오락프로 출발드림팀 - 생방송 TV 정보센터 - 체험 삶의 현장 - VJ트공대 - 시사정보 TV건강클리닉 당신의 건강은 |
| MBC      | - 토크쇼 팔방미인 - 일요일 일요일밤에 - 토크쇼 21세기 위원회 - 시사토크 출동6mm 현장속으로 - 다큐스페셜 - 생방송 모닝와이드               |
| SBS      | - 시사토크 임백천의 원더풀 투 나잇 - 건강터치                                                                                             |
| EBS      | - TV 건강클리닉 - 이슈N맘 - TV문화센터 |
| 해회방송 | - 프랑스TV 방송, 독일국경방송, CNN\|미국CNN뉴스, 이탈리아 방송, 맥시코, 중국, 일본 등 국내외 TV방송 1천여회 이상 방송활동.                |

## 주요언론사 보도
동아일보, 조선일보, 중앙일보, 문화일보, 한국일보, 한겨레|한겨레신문, 내외경제, 코리아헤럴드, 경향신문, 인천일보, 새한일보, 매일경제, 일간스포츠, 일간 내일신문, 스포츠서울, 주간Good day, 일요신문, 일간, 월간 Figaro, 주간 씨티라이프, 주간 한경 Business, 월간 마이웨딩, 주간 리더스 다이저스트, 월간 행복이가득한집, 월간 한방과건강, 월간 Belle, 월간 리더스, 월간 CEO뉴스, 월간 리더타임즈, 소비자경제, 프랑스 프랑스 AFP통신, 미국 AP통신, 중국 신화통신, 일본 교도통신 등 국내외 유력 언론사 2천여회 이상 소개

## 주요언론사 기고활동 (건강의학컬럼리스트)
고정칼럼 월간 KBS 건강365, 청탁기고 동아일보, 새한일보, 월간 Stre, 주간 리더스 다이저스트, 한겨레 리빙, 환경비지니스, 월간 리더스코리아, 월간 With, 월간 Ecole, 월간 BABY, 월간 CeCi 외 다수

## 주요저서와 연구발표

### 저서
- 《스포츠의학과 이학요법》. 오성출판사. 2004년 9월 15일. ISBN 89-7336-454-5.
- 《정통스포츠마사지 교본》. 삼호미디어. 2002년 1월 10일. ISBN 89-7849-193-6.
- 《카이로프랙틱과 보완요법》. 도서출판 리더스. 2010년 4월 23일. ISBN 978-89-962656-8-9.
- 《스포츠마사지&체어마사지》. 도서출판 리더스. 2000년 4월 10일. ISBN 978-89-962656-7-2.
- 《반사요법과 발건강관리》. 도서출판 리더스. 2000년 6월 10일. ISBN 978-89-962656-9-6.
- 《스포츠테이핑》. 삼호미디어. 2000년 3월 10일. ISBN 89-7849-179-0.

### 주요논문
김태영은 The Korea Canteral Journal of Medicine 등 여러 학회 발표에  'A Study of Movement Rapport the Sympathetic Nerve Activity,' 'A Experimental Study on the Effect of Sports Massage on Lower Legs′s Medium-and Long-Distance Marathoners,' 'This Dissertation Entitled Research on Sports Massage′s Effect on Prevention of Human Disease and Mobility,' 'Effect of Sports Massage and Physical Exercise on Chronic Low Back Pain,' 'A Study Activity of Clinical Analysis of Acetabular Fracture,' 'The Aerobic Exercise for the Juvenile and Forties male Having Effect on the Change of  Cardiopulmonary Function, Blood Pressure and Systolic Pressure,' 'A Study Sports Activity of Tibial Plateau Fracture,' 'This Dissertation Entitled Verification of massage and exercise therapy′s effect on obesity and research on the module,' 'Inquiry into the Effect of Exercise Therapy, Sports Massage and Behavior Module on the Relief of Lower Back Pain.' 
등 40여편의 스포츠의학 관련 연구결과를 발표하였다.